# حسين علي أبو سنينه
المقرئ الشيخ حسين علي عبد المحسن أبو سنينه الخليلي، ولد عام 1304 هـ - 1887 م في مدينة الخليل بفلسطين.

## نشأته وحياته العلمية
بعد ميلاده بأربعين يوماً رحل به أهله إلى القاهرة بمصر، وفيها أصيب بمرض أدى إلى فقدانه بصره وهو ابن سنة ونصف، وكان لوالده بقالة يعمل بها، ولمّا بلغ الشيخ حسين من عمره ثلاث سنين أخذه والده إلى كتّاب الشيخ إبراهيم المغربي وبدأ بتعليمه وتحفيظه القرآن الكريم، وتوفي الشيخ إبراهيم بعد ذلك وكان الشيخ حسين قد حفظ الكثير من أجزاء القرآن الكريم عنده، وأتمّ الشيخ حسين حفظه للقرآن الكريم كاملاً وهو ابن تسع سنين.
بعد ذلك ذهب إلى شيخه المقرئ محمد بن حسن الفحام وحفظ عليه الشاطبية والدرّة وقرأ من طريقيهما القراءات العشر الصغرى وأجازه بهما بالسند المتصل إلى رسول الله - صلى الله عليه وسلم - عن طريق شيخه المقرئ إبراهيم بن سعد بن علي، في يوم الجمعة 16/محرم/1333هـ الموافق 04/12/1914 م.
وكان الشيخ حسين رحمه الله حافظاً لكثير من المتون العلمية كالشاطبية والدرّة المضية والألفية في النحو، عارفاً بالعربية وغير ذلك من العلوم.
وأقام الشيـخ حسـين رحمه الله في مصر، ثـم رجع عائـداً إلى الخليل في سنة (1342هـ - 1924م) وتزوج فيها مرتين، وله من الذرية ثلاث ذكور وبنتان. وفي الخليل تفرغ لتعليم القرآن الكريم في إحدى مدارسها، ثم ذهب إلى الحرم الإبراهيمي وعيّن فيه عن طريق شيخ الحرم الإبراهيمي الشيخ عبد الحافظ سمور قارئاً للسورة، وجلس الشيخ حسين أبو سنينه للإقراء والتدريس في الحرم الإبراهيمي إلى أن وافاه الأجل.
وقد عمل الشيخ رحمه الله في الأربعينات والخمسينات قارئاً في مصلحة الإذاعة الفلسطينية في القدس، وفي دار الإذاعة الأردنية الهاشمية في رام الله، وله في الإذاعتين تسجيلات أذيعت في وقتها ولا نعلم عنها شيئاً الآن.

## تلاميذه
وقد عرف من تلاميذه:
1. الشيخ المقرئ شفيق بن عمر بن محمود غيث الخليلي (1341 - 1400هـ) أخذ عنه القراءات العشر من الشاطبية والدرّة، ومن أشهر تلاميذ الشيخ شفيق في الخليل: الشيخ عصام طهبوب والشيخ رحاب طهبوب والشيخ خضر سدر وقد أخذوا عنه رواية حفص عن عاصم من الشاطبية.

1. الشيخ المقرئ منور بن أحمد ادعيس الخليلي الملقب بعرنوس وقد جاوز الثمانين من عمره، وأخذ عنه القراءات العشر من الشاطبية والدرّة، وأجازه بهما في يوم الأربعاء 28 شعبان 1382هـ الموافق 23 كانون الثاني 1963م.

1. الشيخ المقرئ إبراهيم بن محمد رمانة (1345 - 1420هـ) من مدينة اللد، أخذ عنه القراءات السبع من طريق الشاطبية.

1. الشيخ المقرئ محمد رشاد الشريف ، رحمه الله ،  أخذ عنه رواية حفص ورواية ورش من طريق الشاطبية.

## مؤلفاته
لا توجد له تصانيف أو مؤلفات تذكر.

## وفاته
توفي في مدينة الخليل ودفن فيها في يوم الإثنين 5 ربيع الأول 1387 هـ الموافق 12/6/1967 م عن عمر يناهز الثمانين عاماً.